# David Albin Zywiec Sidor
David Albin Zywiec Sidor OFM, cap. (East Chicago, Estados Unidos, 15 de julio de 1947-Managua, Nicaragua, 5 de enero de 2020) fue un religioso capuchino y obispo católico estadounidense afincado en Nicaragua. Primer obispo de la Diócesis de Siuna, Costa Caribe Norte, Nicaragua.

## Biografía

### Formación religiosa
Hizo sus primeros votos en la Orden de los Frailes Menores Capuchinos el 1 de septiembre de 1966, y los votos perpetuos el 3 de septiembre de 1971. Fue ordenado sacerdote el 1 de junio de 1974.
Llegó a Nicaragua en 1975 instalándose en el Caribe Norte, donde predicó el Evangelio a miles de familias. En los años ochenta, Zywiec se trasladó a Costa Rica, donde se formó como capuchino. Posteriormente, pasó tres años en Estados Unidos trabajando con el clero nativo en una parroquia de Chicago. Y finalmente, regresó a Nicaragua para quedarse en la costa caribeña, hasta su fallecimiento.

### Labor pastoral en Nicaragua: sacerdocio y obispado
El 24 de junio de 2002 fue designado Obispo Auxiliar de Bluefields, recibiendo la ordenación episcopal el 13 de septiembre de ese mismo año, por manos del cardenal nicaragüense Miguel Obando y Bravo SDB, Arzobispo Metropolitano de Managua.
El 30 de noviembre de 2017 el Papa Francisco creó la Diócesis de Siuna y lo nombró primer Obispo de la misma.
Falleció el domingo 5 de enero de 2020, a las diez de la mañana en el hospital militar Dr. Alejandro Dávila Bolaños. El religioso se encontraba internado en ese hospital debido a una insuficiencia renal, lesiones dérmicas producto de cáncer de piel y un infarto cardíaco.
Algunos lo describen como un hombre de fe y amor por el prójimo, con un hablar pausado y un español no muy fluido. El religioso, de origen estadounidense, logró cautivar el respeto y la admiración de su clero, quienes le enseñaron a vivir la realidad de las comunidades caribeñas, a tal punto de aprender a hablar misquito y creole para poder llevar el evangelio a todas las etnias.

## Cargos
- Presidente encargado de Pastoral Juvenil de Nicaragua
- Vicario del Vicariato Apostólico de Bluefields